# Плогоф
Плогоф (фр. Plogoff, брет. Plougoñ) — коммуна на самом западе Франции, в департаменте Финистер.
Находится на полуострове Cap Sizun с большим заповедником для птиц и является символом борьбы против атомных электростанций. В конце 1970-х годов возле коммуны центральные власти запланировали строительство атомной электростанции. Благодаря долгой борьбе жителей деревни и международной поддержке удалось предотвратить строительство. Особую остроту противостояние получило из-за того, что сопровождалось конфликтом между бретонским населением, выступающим за автономию в области языка, культуры и политики, и централистской политикой французского правительства в Париже.

## Достопримечательности
- Пуэнт-дю-Ра
- Пуэнт-дю-Ван